# Алфонс од Поатјеа
Алфонс од Поатјеа (фр. Alphonse ; 11. новембар 1220, Поаси - 21. август 1271, Тарквинија) је био син француског краља Луја VIII  и његове прве супруге Бланке од Кастиље, млађи брат каснијег француског краља Луја IX   и сицилијског краља Карла I Анжујског .
Као млађи син краља Луја VIII добио је као апанаж грофовију Поату . Касније га је брат Луј IX га је оженио са наследницом последњег из древне лозе грофова Тулузе , Ремона VII, који је своју кћерку морао да уда за Алфонса да би му Луј вратио грофовију Тулузу . Тако је Алфонс на крају у свом поседу држао готово исто толико земље колико је имао и краљ у свом домену . У то време енглески краљ Хенри III   се Париским миром  одрекао права на неке области у Француској међу којима је био и Поату , али му је француски краљ дозволио да задржи онај део војводства Аквитаније, који је још био у енглеским рукама. Договорено је да ће још 250 km² Аквитаније, укључујући Перигор и област Лимузен, бити придодато поседу енглеског краља ако Алфонс умре без наследника , али то никад није заживело.
Алфонс је био учесник Седмог и Осмог крсташког рата. Египћани су се 1244. године размахнули Палестином  освојили Јерусалим. Пад Јерусалима   довео је 1248. године  до новог крсташког похода, на чије чело је стао Луј IX  . Он је скупио велику војску , којој се придружио и Алфонс. Лујева замисао је била да удари на Египат као средиште муслиманске моћи , па је поход био усмерен на Египат  . После неколико делимичних успеха завршио се војном катастрофом . Дамијета је освојена и војска је започела наступање преко делте Нила, али се ускоро безнадежно заплела међу његовим рукавцима . 1250. године  , напале су их и у потпуности поразиле египатске трупе. Алфонс и Луј су  , са већином племенитих пратилаца , заробљени. Касније су се ослободили   уз скуп  откуп  . Алфонс се потом заједно са братом Карлом Анжујским вратио у Француску, док је Луј остао наредне четири године у Палестини, где је изградио неколико тврђава . За то време Алфонс и Карло су владали у име краља који није био у земљи.
Године 1251. Луј се у Француској обратио за помоћ. Феудалци се на тај позив нису одазвали, али је он наишао на одзив међу угњетеним народним масама, међу којима се појавио народни проповедник, неки старац Јаков из Угарске. Он је проповедао да Јерусалим не треба да спасавају сујетни ритери већ сиротиња коју сви презиру. Он је оштро иступио против католичких свештеника и монаха. У тај је рат кренула народна маса, али се она није оборила на невернике већ на своје класне непријатеље — феудалце и цркву. Огромне масе сељака кренуле су са севера Француске на југ, преко Амијена, Орлеана и Буржа. Успут су уништавале богаташе, свештенике и монахе. Свуда им се придруживао народ. Учесници у ратном походу ишли су у неколико одреда и растурали се на разне стране, тако да су их Алфонс, Карло и феудалци, који су најпре били изгубили главу, ускоро после тога потукли. Они су се делом разбежали, а делом су били побијени или заробљени, а затим погубљени.
Луј је, такође, стао на чело Осмог крсташког рата, 1270. године, али је било врло мало ритера који су хтели да добровољно иду, па је краљ морао да их најмљује за новац . Алфонс је такође учествовао и у овом рату. У почетку су крсташи кренули против туниског султана. Међу њима је у Тунису избила куга која је покосила један део крсташа, међу којима и самог Луја, а преживели су се вратили натраг . Алфонс је на путу кући умро 21. августа 1271. године у Тарквинији.
Пошто није имао наследника његове територије су ушле у краљевски домен  .

## Породично стабло
|  |                      |  |  |  |  |  |  |  |  |  |  |  |  |  |  |  |
|  | 2. Луј VIII          |  |  |  |  |  |  |  |  |  |  |  |  |  |  |  |
|  |                      |  |  |  |  |  |  |  |  |  |  |  |  |  |  |  |
|  |                      |  |  |  |  |  |  |  |  |  |  |  |  |  |  |  |
|  | 1. Алфонс од Поатјеа |  |  |  |  |  |  |  |  |  |  |  |  |  |  |  |
|  |                      |  |  |  |  |  |  |  |  |  |  |  |  |  |  |  |
|  |                      |  |  |  |  |  |  |  |  |  |  |  |  |  |  |  |
|  | 3. Бланка од Кастиље |  |  |  |  |  |  |  |  |  |  |  |  |  |  |  |
|  |                      |  |  |  |  |  |  |  |  |  |  |  |  |  |  |  |
|  |                      |  |  |  |  |  |  |  |  |  |  |  |  |  |  |  |